# Мунтеле Филиј (Клуж)
Мунтеле Филиј (рум. Muntele Filii) насеље је у Румунији у округу Клуж у општини Бајишоара. Oпштина се налази на надморској висини од 1000 m.

## Становништво
Према подацима из 2002. године у насељу је живело 22 становника, од којих су сви румунске националности.